# سوخويندر سينغ (لاعب كرة قدم مواليد 1949)
سوخويندر سينغ (بالهندية: सुखविंदर सिंह؛ بالإنجليزية: Sukhwinder Singh) هو مدرب كرة قدم ولاعب كرة قدم هندي، ولد في 7 يونيو 1949 في هوشياربور ‏ في الهند. لعب مع نادي تشرتشل براذرز.